# Barão do Rio Preto

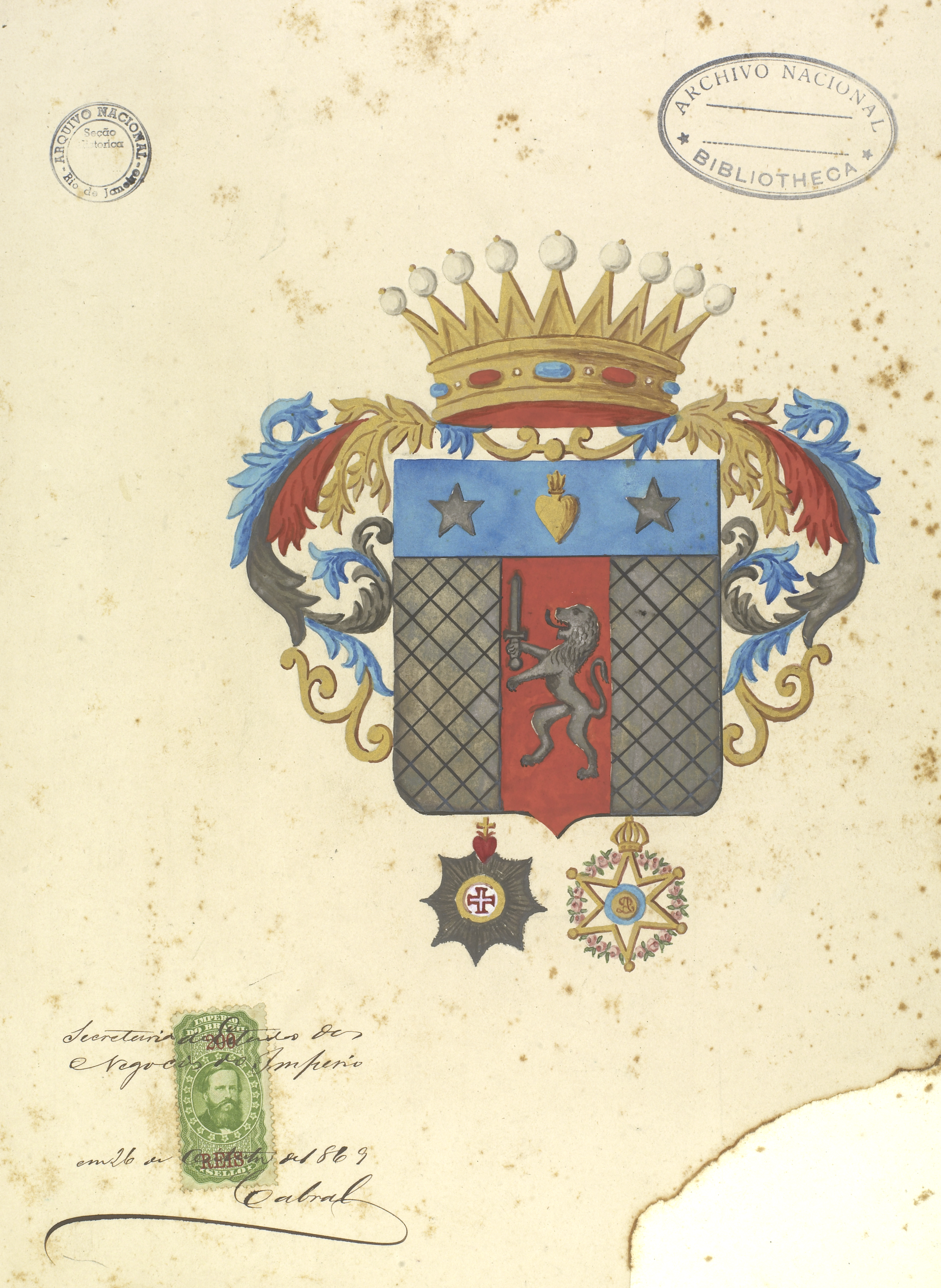
Brasão de Domingos Custódio Guimarães, Barão e Visconde do Rio Preto

Barão de Rio Preto é um título nobiliárquico brasileiro criado por D. Pedro II do Brasil, por decreto de 6 de dezembro de 1854, em favor a Domingos Custódio Guimarães.
Titulares
1. Domingos Custódio Guimarães (1802–1868) – primeiro visconde com grandeza de Rio Preto;[1][2]
2. Domingos Custódio Guimarães Filho (?–1876) – filho do anterior.[3][2]